# 長く熱い夜 (映画)
『長く熱い夜』（原題：The Long, Hot Summer）は、1958年制作のアメリカ合衆国の映画。
ウィリアム・フォークナー原作の小説「村」（The Hamlet、1940年）をマーティン・リット監督が映画化。
ポール・ニューマンは第11回カンヌ国際映画祭で男優賞を受賞した。
1965年と1966年、1985年にテレビドラマとしてリメイクされた。

## あらすじ
ミシシッピ州のある小さな村に、放火犯として他の村から追放されたベンという青年が流れてきた。彼は村の実力者でもあるウィル・ヴァーナーの農場に雇われた。
ヴァーナー家には長男ジョディとその妻ユーラ、長女クララがいた。ジョディは知能が低いため、ウィルは彼を自分の後継者にしようと考えていなかったので、2人の仲はうまくいっていなかった。
ウィルは当初、前科者で流れ者のベンを嫌って追放しようとしていたが、その商才を見抜くと次第に気に入るようになり、クララを幼なじみアランか彼のどちらかと結婚させ、自分の後継者にしようと考え始めた。一方、クララは次第にベンを意識し始めるものの、素直に彼を受け入れられずにいた。
そんな中、ジョディは嫉妬からウィルを納屋に閉じ込め、火を付けて殺そうとした。しかし考えが変わり、身の危険をも顧みず救い出した。この一件で、ウィルとジョディの仲は次第にほぐれていった。
ベンは放火の犯人として疑われ、逮捕されそうになるが、ベンを愛するようになっていたクララは彼を助けた。ウィルも2人を結婚させて事業を継がせることを決めるのだった。

## キャスト
| 役名                 | 俳優                     | 日本語吹替                                        |
| 役名                 | 俳優                     | NET版                                             |
| -------------------- | ------------------------ | ------------------------------------------------- |
| ベン・クイック       | ポール・ニューマン       | 川合伸旺                                          |
| クララ・ヴァーナー   | ジョアン・ウッドワード   | 里見京子                                          |
| ジョディ・ヴァーナー | アンソニー・フランシオサ | 堀勝之祐                                          |
| ウィル・ヴァーナー   | オーソン・ウェルズ       | 富田耕生                                          |
| ユーラ・ヴァーナー   | リー・レミック           | 増山江威子                                        |
| ジニー               | アンジェラ・ランズベリー | 翠準子                                            |
| アラン               | リチャード・アンダーソン | 家弓家正                                          |
| 不明 その他          | N/A                      | 雨森雅司 鈴木弘子 高村章子 藤本譲 寄山弘 宮内幸平 |
| 日本語スタッフ       |                          |                                                   |
| 演出                 | 演出                     | 小林守夫                                          |
| 翻訳                 | 翻訳                     | 浅川寿子                                          |
| 効果                 |                          |                                                   |
| 調整                 |                          |                                                   |
| 制作                 | 制作                     | 東北新社                                          |
| 解説                 | 解説                     | 淀川長治                                          |
| 初回放送             | 初回放送                 | 1971年8月29日 『日曜洋画劇場』                    |